# Disco (film)
Pour les articles homonymes, voir Disco (homonymie).
Pour plus de détails, voir Fiche technique et Distribution.
Disco est un film français réalisé par Fabien Onteniente sorti en salles en 2008.

## Synopsis
Didier « Travolta » Graindorge (Franck Dubosc), 40 ans, sans emploi et trop endetté à la suite d'une mauvaise affaire de lit à eau, habite chez sa mère (Annie Cordy), rue du Grand-Large, quartier populaire du Havre. Il a un fils de huit ans d'une précédente liaison avec une Anglaise. Ce dernier ne viendra en France que si son père lui offre des vacances à l'étranger.
Dans le même temps, Jean-François « Jackson » Civette (Gérard Depardieu), un ancien ami de Didier et son associée, Jaqueline Bouchard de la Marinière « la baronne » (Isabelle Nanty), viennent de rouvrir la boîte de nuit de leur jeunesse, le « Gin'Fizz ». Pour la relancer, ils y organisent un concours sur le thème du disco : la « Gin Fizz Academy », le premier prix étant un voyage pour deux en Australie.
C'est l'occasion pour Didier de reformer les Bee Kings, le groupe disco auquel il appartenait sous le nom de « Didier Travolta » et avec lequel il a gagné des concours de danse durant les années 1980. Il recontacte ses anciens partenaires, Walter (Samuel Le Bihan) et « Neunoeuil » (Abbes Zahmani), pour les convaincre de participer à la compétition. Contrairement à lui, les deux ex-compères travaillent. Bien qu'ils n'aient aucun intérêt personnel à y participer, Didier arrive à les embarquer dans ce défi. Après de longues années d'inactivité, Didier contacte France Navarre (Emmanuelle Béart), professeur de danse de retour de New York, pour qu'elle les aide à retrouver leur aisance d'antan.

## Fiche technique
- Titre : Disco
- Réalisation : Fabien Onteniente
- Scénario : Fabien Onteniente, Philippe Guillard, Franck Dubosc, Manu Booz et Emanuel Booz
- Décors : Jean-Marc Kerdelhue
- Photographie : Jean-Marie Dreujou
- Musique : Michel Legrand
- Montage : Nathalie Langlade et Laurent Roüan
- Production : Cyril Colbeau-Justin, Jean-Baptiste Dupont et Fabien Onteniente
- Sociétés de production : LGM Productions, Studiocanal et TF1 Films Production
- Distribution : Studiocanal (en France)
- Budget : 10 000 000 €
- Pays de production :  France
- Genre : comédie
- Durée : 106 minutes
- Dates de sortie :
  - France, Belgique le 2 avril 2008
  - Québec le 26 septembre 2008.
  - Japon le 15 novembre 2008

## Distribution
- Franck Dubosc : Didier « Travolta » Graindorge, chômeur, ancien danseur de disco
- Emmanuelle Béart : France Navarre, professeur de danse classique
- Gérard Depardieu : Jean-François « Jackson » Civette, ancien artiste gérant le « Gin'Fizz »
- Samuel Le Bihan : Walter, ami de Didier, grutier sur les docks, ancien danseur de disco
- Abbes Zahmani : Neuneuil, ami de Didier, vendeur chez Darty, ancien danseur de disco
- Annie Cordy : madame Graindorge, mère de Didier
- Isabelle Nanty : Jaqueline Bouchard de la Marinière « la baronne », compagne de Jackson, actionnaire majoritaire du Gin'Fizz
- François-Xavier Demaison : Guillaume, frère de France, vendeur de chevaux
- Chloé Lambert : Cerise, fiancée de Guillaume
- Christine Citti : Coco, épouse de Neuneuil
- Marie-Christine Adam : la directrice des ressources humaines
- Pauline Delpech : Christelle
- Albert de Paname : le disc jockey du Gin'Fizz
- Jean-Pierre Paoli : l'animateur du Gin'Fizz
- Pierre Ménès : l'invité à l'anniversaire
- Alban Casterman : le facteur
- Alain Bernard : le pianiste de l'école de danse
- Danièle Lebrun : Anne-Aymone Navarre, mère de France
- Jacques Sereys : monsieur Navarre, père de France
- Danièle Gilbert : elle-même, animatrice de la « Gin Fizz Academy »
- Francis Lalanne : lui-même
- Julien Courbet : lui-même, animateur radio
- Chantal Banlier : madame Sochard
- Jérôme Le Banner : Rodolphe
- Mylène Duhourcau, Marlène Guénard, Marie Johansson et Verena Sopart-Wenning : les hôtesses du Gin'Fizz
- Guy Kedia, Jeanne Lesauvage, Frédéric Brissez, Youssef Dellali et Amélie De Gallard : les voisins de la rue du Grand-Large
- Xavier Beauvois, Jérôme Boyer et Stephan Jones : dockers, collègues de Walter
- Xavier Berlioz : le serveur du Buffalo Grill
- Christophe Favre : le barman du Gin'Fizz
- Gérard Moulévrier : le client chez Darty
- Bernard Mazzinghi : l'examinateur Darty
- Gilles Lemaire : Albert
- Nathalie Dupuis : la jeune fille dans la salle de danse
- Joseph Leclère : Brian
- Arthur Chassaing : l'adversaire de Guillaume au tennis
- Christine Paolini : madame Prunelli
- Dominique Orsolle, Éléonore du Page, Denis Renaudin, Maurice Roux, Sabrina Sutel et Laurent Le Houezec : les membres du jury
- Jérôme Piel, Martin Ysebaert, Paolo Provenzano et Cyril Joubert : les « Varsovia Doll »
- Guillaume Bordier : Angelo
- Floriane Vincent et Alexandra Lemoine : les danseuses d'Angelo
- Sébastien Duvernois : la mouche
- Nathalie Commare, Magali Commare et Eliane Commare : les sœurs Pactole

## Musique
La bande-son de disco réunit quelques-uns des meilleurs tubes des années disco, ainsi que deux titres repris par Christophe Willem, le gagnant de la Nouvelle Star 2006, September de Earth, Wind and Fire et Heartbreaker de Dionne Warwick (chanson écrite par les Bee Gees).
La musique originale du film est signée de Michel Legrand, compositeur à qui l'on doit notamment les partitions des Parapluies de Cherbourg et des Demoiselles de Rochefort. Pour cette occasion l'artiste s'est entouré d'un orchestre de 40 musiciens.
1. Tina Charles : I Love to Love (en) (1989 version)
2. The Jacksons : Blame It on the Boogie (1978)
3. Christophe Willem : September
4. Gloria Gaynor : First Be A Woman
5. Cerrone : Supernature
6. Boney M. : Sunny
7. Christophe Willem : Heartbreaker
8. Tina Arena : Night Fever
9. Gloria Gaynor : Never Can Say Goodbye
10. Bee Gees : How Deep Is Your Love
11. Boney M. : Daddy Cool
12. Cerrone : Give Me Love
13. Earth, Wind and Fire : Boogie Wonderland
14. Voyage : From East To West
15. The Weather Girls : It's Raining Men
16. Shake : You know I love you
17. Edwin Starr : H.A.P.P.Y. Radio (en)
18. Donna Summer : Last Dance
19. Joe Dassin : À toi
20. Carl Douglas : Kung Fu Fighting
21. La Compagnie créole : Vive le Douanier Rousseau

## Accueil

### Box-office
Lors de sa première semaine, le film a réalisé 1 150 000 entrées, se classant premier et dépassant Bienvenue chez les Ch'tis qui avait occupé la première position du box office durant les 5 semaines précédentes. Mais il n'a réalisé que 647 000 entrées (-44 %) en deuxième semaine, laissant de nouveau la première place aux Ch'tis de Dany Boon. Disco totalisera finalement en France 2 435 000 spectateurs cumulés.

## Analyse